# Gerusalemme (Chagall)
Gerusalemme è un dipinto a olio su tela (100x82 cm) realizzato nel 1931 dal pittore Marc Chagall.
 che vuole simboleggiare il luogo di Gesù, da cui ha dipinto "La resurrezione bianca"
Fa parte di una collezione privata.